# Пригоди Вембу і Тембу
«Пригоди Вембу і Тембу» («Vembu ja Tembu seiklused») — радянський дитячий дев'ятисерійний телефільм 1983 року, знятий режисером Уно Лейесом на Естонському телебаченні.

## Сюжет
Фільм про забавні пригоди двох мавпочок Вембу та Тембу.

## У ролях
- Пірет Війсімаа-Лейсалу — Вембу, мавпочка
- Вахур Лейсалу — Тембу, мавпочка
- Катрін Карісма-Крумм — Прійл
- Вяйно Арен — Манівальд Юга, пожежник
- Лідія Панова — роль другого плану
- Ханс Мійлберг — трубочист

## Знімальна група
- Режисер — Уно Лейес
- Сценарист — Уно Лейес
- Оператори — Томас Юргенс, Аарне Велдре, Рейн Спулге, Ааре Варік, Пееп Лаансалу, Пеедо Таймре, Вайдо Саар
- Композитор — Тиніс Кирвітс
- Художник — Гунта Рандла